# 廖仲恺
廖仲愷（1877年4月23日—1925年8月20日），原名恩煦、又名夷白，字仲愷，以字行，籍贯广东省惠州府归善县鸭仔埗乡窑前村（今惠州市惠城区陈江街道幸福村），出生於美國加州三藩市。中國國民黨革命元勳之一，國民黨改革派人物。當孫文於1923年1月和蘇聯發表聯合聲明後，派廖仲愷与苏联進行更進一步協商，同時也送蔣介石去學習蘇聯的政治和軍事制度，1925年被人刺殺身亡。

## 生平

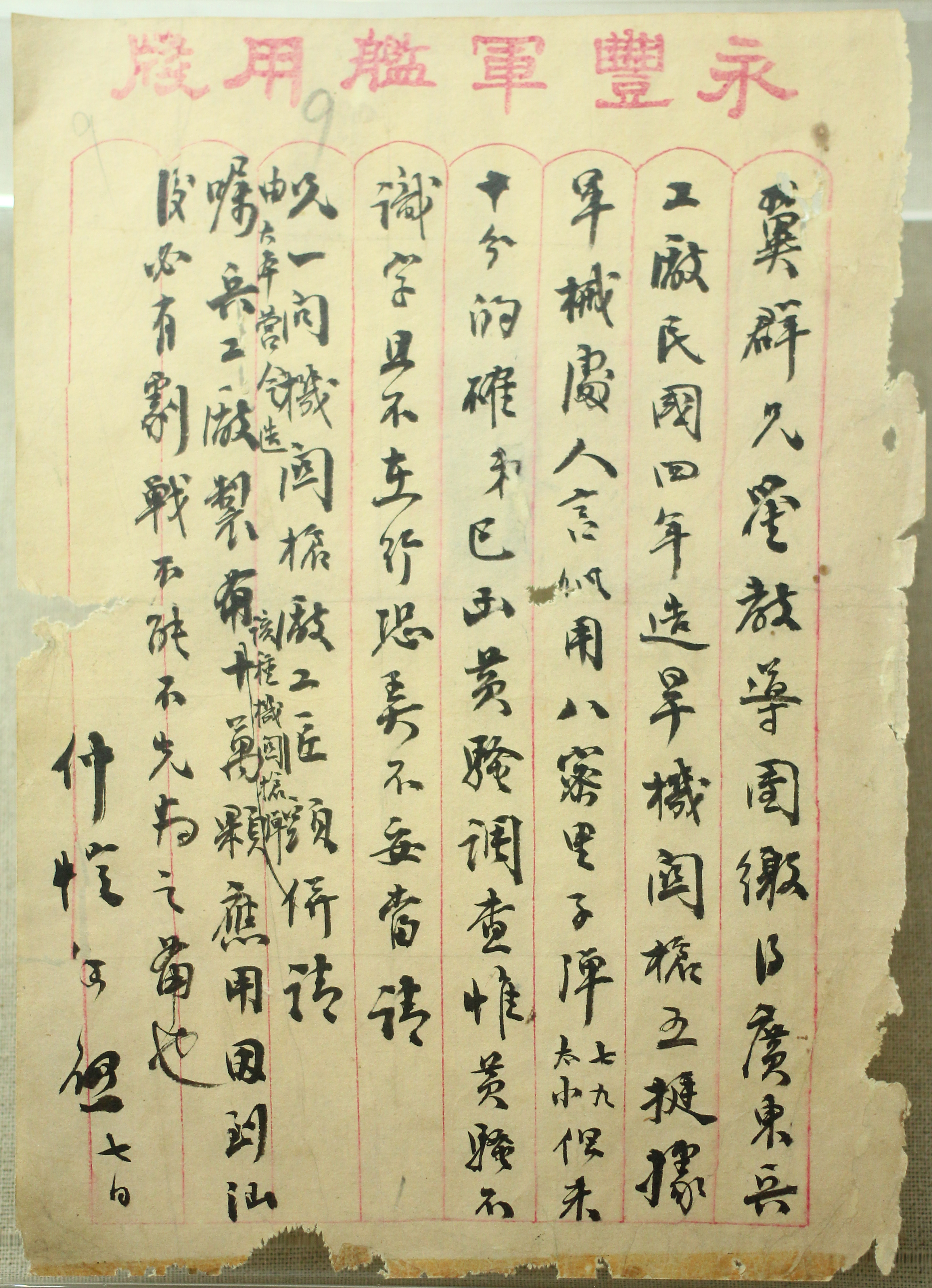
廖仲愷的親筆書信

1877年，廖仲愷生於美國加州三藩市旅美華工家庭。1893年回中國。1897年，與同為改革派的何香凝結婚。
畢業於香港皇仁書院後，廖仲愷留學日本，先入讀早稻田大學預科，後在日本中央大學政治經濟學科畢業。留学期间，在胡汉民堂弟胡毅生的介绍下，与孙中山结识。1905年加入同盟會，任執行部外務科負責人。1911年，辛亥革命後，任广东都督總参議。1913年6月，胡汉民提走钜款，廖为广东财政司长，各方追責，二次革命后，随孫中山亡命日本。
1914年，廖仲愷任中華革命黨財政部副部長，之後隨孫中山反對袁世凱，並在國民黨刊物內發表文章，贊揚十月革命。
1917年9月1日，孫中山等人在廣州組織中華民國軍政府，以護法為名，武力對抗北京段祺瑞政府，廖仲愷被任為軍政府代理財政總長。
1921年，孫中山到廣州任非常大總統，廖為財政部次長。之後在第一次國共合作期間，廖任中國國民黨中央執行委員会委員、財政部長、工人部長、農民部長、黃埔軍校黨代表等職务。
1924年3月12日，蔣介石由奉化致函廖仲愷，坦言對“國共合作”有意見，並將此函同時抄送各常務委員，以補充其遊俄報告意見。全文如下：「欲直告于兄者，即對俄黨問題是也。對此問題，應有事實與主義之別，吾人不能應其主義之可信而乃置事實於不顧。以弟觀察，俄黨殊無誠意可言。即弟對兄言，俄人之言，只有三分可信者。亦以兄過信俄人，而不能盡掃兄之興趣也。至其對孫先生個人致崇仰之意者，非俄國共產黨，而乃國際共產黨員也。至我國黨員在俄國者，對於孫先生惟有詆毀與懷疑而已。俄黨對中國之惟一方針，乃在造成中國共產黨為其正統，決不信吾黨可與之始終合作，以望我成功者也。至其對中國之政策專在滿蒙回藏諸部皆為其蘇維埃之一，而對中國本部未始無染指之意。凡事不能自立而專求於人而能有成者，決無此理。國人程度，卑賤自居，如此而欲他人替天行道，奉如神明，天下寧有是理？彼之所謂國際主義與世界革命者，皆不外凱撒之帝國主義，不過改易名稱，使入迷惑於其間而已。所謂俄與英法美日者，以弟視之，其利於本國而損害他國之心，則五十步與百步之分耳。至兄言中國代表總是倒楣，以張某作比者，乃離事實太遠，未免擬不於倫，其故在於中國人只崇拜外人，而抹殺本國人之人格。如中國共產黨員之在俄者，但罵他人為美奴、英奴與日奴，而不知其本身已完全成為一俄奴矣。吾兄如仍以弟言為不足信，而毫不省察，則將來恐亦不免墮落耳。黨中特派一人赴俄，費時半年，費金萬餘，不可為不鄭重其事，而子弟之見聞報告，毫無省察之價值。此弟當自愧信用全失，人格掃地，亦應引咎自辭也。」
1925年8月20日，在设于惠州会馆的中国国民党中央党部（今越秀南路89号中华全国总工会旧址，立有纪念碑），廖剛下車即被刺客從暗處撲出暗殺，原本蔣介石認為是英國人所作為，在鮑羅廷建議下，由蔣介石、汪精衛、許崇智組成調查委員會，並發現有一犯嫌為胡漢民之堂弟胡毅生，其他疑犯包括朱卓文、林直勉、魏邦平、梁鸿楷。經調查後相信暗殺是國民黨右派所為，當中胡漢民被認為有重大嫌疑。廖仲愷遗体暂厝广州驷马岗朱执信墓旁。
1935年，廖仲愷遗体迁葬金陵中山陵侧。廖仲恺与妻何香凝墓，現位于南京紫金山南麓天堡城下。
廖仲愷譯有威爾確斯（Delos Franklin Wilcox）之著作《全民政治》（Government by All The People），孫中山曾在民權主義第六講（1924年4月26日講）最後一句話提到該書。

## 刺殺案
李敖從刺殺廖仲愷，誰是最大獲益者分析，推斷應為蔣介石所為。當時汪精衛為黨內第一人，主要支持者即為廖仲愷，完全不可能是汪精衛；胡漢民有動機刺殺廖仲愷，但以胡漢民之精明，不可能不知道廖仲愷一死，他會成為眾矢之的。胡漢民也確實於廖仲愷死後被迫流亡，顯見廖仲愷之死對胡乃是意外。綜上所述，李敖認為蔣介石是兇手可能性最高。
廖的遺孀何香凝亦認為蔣介石是兇手。

## 家族
廖仲愷的夫人为同属國民黨左派的何香凝。廖夢醒為廖仲愷之长女，子廖承志，幼女廖光凤，廖暉為其孫，二人皆在中共負責統戰工作。

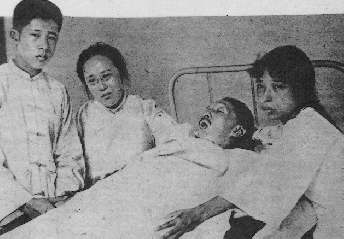
廖仲恺去世时。左起：廖承志、何香凝、廖仲愷、廖夢醒

## 各地纪念
- 國民革命忠烈祠[10]
- 廖仲恺何香凝纪念馆
- 惠州仲恺高新技术产业开发区
- 仲恺农业工程学院（旧称仲恺农业技术学院）
- 惠州市仲恺中学

### 引用
1. ↑  Kurt Werner Radtke; Chengzhi Liao. . Manchester University Press. 1990: 23–  [4 January 2013]. ISBN 978-0-7190-2795-6.
2. ↑  
Historical Dictionary of Modern China:（1800－ 1949）
3. ↑  . 神州日報 (上海). 1913-07-01.
4. ↑   (PDF). 軍政府公報. 1917-09-25, (5號)  [2023-10-05]. （原始内容存档 (PDF)于2022-08-15）.
5. ↑  《蔣介石致函廖仲愷稿（1924年3月12日）》，《民國檔案》，1993年第1期。
6. ↑  陶涵. 《蔣介石與現代中國的奮鬥》（上）, p.70
7. ↑  郭廷以. . Chinese University Press. 1986: 541–  [17 January 2013]. ISBN 978-962-201-352-0.
8. ↑  汪榮祖、李敖合著<蔣介石評傳（上）>
9. ↑  張戎  <宋氏三姊妹與她們的丈夫> P146
10. ↑  . 後備軍人網路服務臺.   [2023-03-15]. （原始内容存档于2021-02-05）.